# Henning Wendell
Johan Gustaf Henning Wendell, född 1 september 1838 i Pjätteryds socken, Kronobergs län, död 9 januari 1914, var en svensk präst, författare, översättare och djurskyddspionjär.

## Biografi
Wendell blev student vid Lunds universitet 1857 och filosofie doktor där 1865, var först lärare, prästvigdes 1884 och utnämndes 1892 till kyrkoherde i Björnlunda. I sin författarverksamhet utgav han flera läroböcker i olika ämnen och översatte klassiska latinska verk, som Terentius Flickan från Andros (1865). För eftervärlden kom han också att bli ihågkommen som en nordisk djurskyddspionjärer. Han gav i det sammanhanget ut den på sin tid mycket spridda berättelsen Vackra Svarten: historia om en häst berättad af honom själf (fritt efter Miss A. Sewell's Black Beauty (1891; många upplagor).

## Skrifter (urval)
- Tjugo tillfällighetssånger (Jönköping, 1868)
- Lärobok i fosterlandets historia för folkskolans barn (A. V. Carlson, 1884)
- Vackra Svarten: historia om en häst berättad af honom själf (fritt efter Miss A. Sewell's Black Beauty, utgifven af Henning Wendell, Fritze, 1891)
- Evangeliska sånger (Fritze, 1897)
- Hunden Tipp och andra djurhistorier (Svensk läraretidning, 1903) (Barnbiblioteket Saga, 13)
- Världshistorien: världshändelserna och kulturutvecklingen skildrade för folket (Lindblad, 1909-1910)

## Översättningar (urval)
- Terentius: Flickan från Andros: lustspel (Lund, 1865) [Akademisk avhandling]
- Franz Hoffmann: Två berättelser (Norstedt, 1898) Länk till fulltext
- Ernest Thompson Seton: Vilda djur, som jag lärt känna (Wahlström & Widstrand, 1902)
- Myrtle Reed: Mästarens fiol  (The master's violin) (Gleerup, 1905)
- Mary Augusta Ward: Fenwicks karriär (Fenwick's Career) (Hierta, 1906)